# Minijupe
Vous lisez un « bon article » labellisé en 2009.
Ne doit pas être confondu avec juppette.

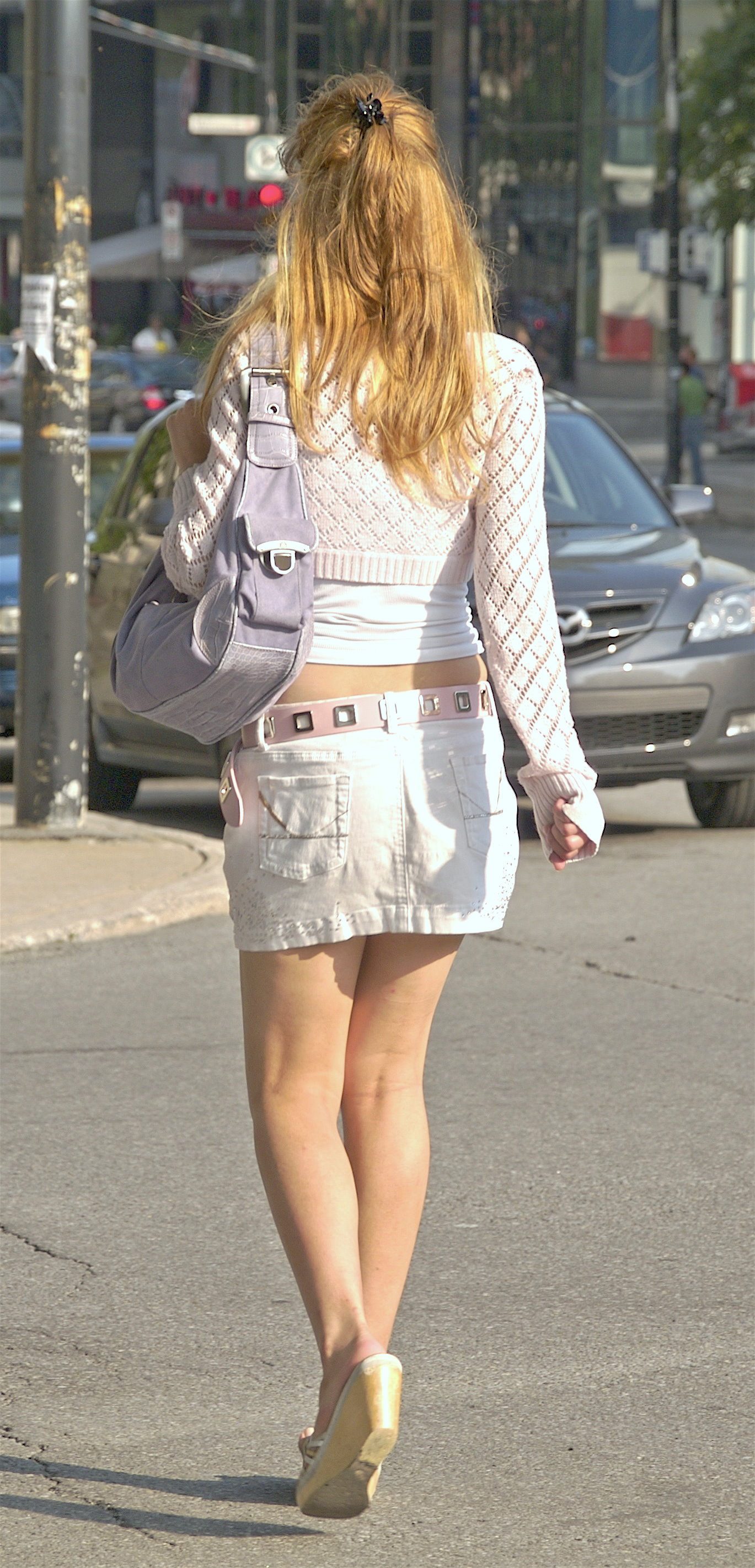
Mini jupe portée en 2007 à Montreal.

La  minijupe (ou mini-jupe, ou jupette) est une jupe très courte, droite ou plissée, dont la longueur se situe entre sous les fesses et la mi-cuisse. On distingue également la microjupe, qui est encore plus courte et dont l'ourlet se situe juste en dessous des fesses.
Le port de la minijupe, développé par la styliste anglaise Mary Quant au début des années 1960, a été très vite popularisé dans le monde occidental. Devenue un des symboles de la révolution sexuelle, la minijupe fut l'une des manifestations de l'évolution des mœurs vestimentaires féminines.
Le succès considérable de la minijupe conduisit au développement des collants, et à la quasi-disparition du port des bas. Au fil du temps, la minijupe s'est modernisée et diversifiée au gré des collections proposées par les créateurs de mode.

## Histoire

### Définition
La minijupe est une « jupe dont la longueur ne doit pas excéder 10 cm sous les fesses pour mériter cette appellation » d’après Le vêtement de A à Z de Sophie George, ou encore « une jupe très courte s'arrêtant à mi-cuisse » d'après le dictionnaire Larousse.

### Des origines aux années 1960

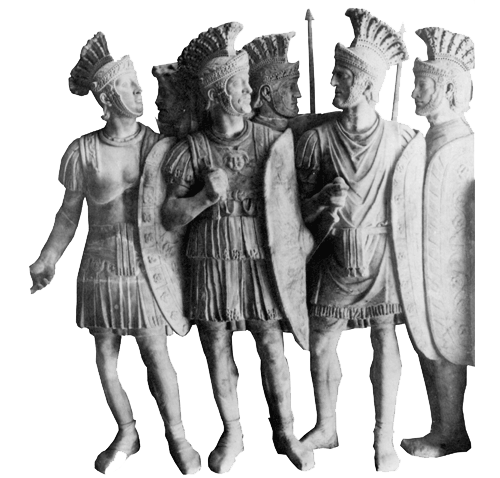
Soldats romains portant la jupette de l'uniforme.

De la tunique grecque à la jupette guerrière du soldat romain, cette jupe très courte est exclusivement portée par les esclaves ou guerriers masculins pendant l'Antiquité. Elle sera au fur et à mesure abandonnée au profit des tuniques plus longues, des pantalons ou des culottes. Au Moyen Âge, vont apparaître les premiers pantalons utilisés exclusivement par les hommes qui les portaient sous leurs lourdes armures rigides. De cette époque arrivera, encore que bien plus tard en fait, la démarcation pantalons pour les hommes et jupes pour les femmes, mais le port de la jupe au masculin perdurera au moins jusqu’au XVIIIe siècle et l’avènement de l’époque industrielle.
Lors de son spectacle au théâtre des Folies Bergère à Paris en 1926, Joséphine Baker porte une sorte de minijupe composée uniquement de bananes. Il s'agit ici d'un costume de scène uniquement et non d'un véritable vêtement. D'ailleurs la minijupe reste un classique du monde du spectacle lors de l'entre-deux-guerres.
Les Années folles voient la disparition du corset, à la grande joie des sportives. La jupe courte peut faire son retour, au féminin, à travers le sport : la Française Suzanne Lenglen abandonne le costume usuel de tennis qu'elle porte encore à l'occasion des Jeux olympiques d'été de 1920 pour une robe signée Jean Patou à partir de 1921. Cette robe présente deux caractéristiques qui font débat : les bras sont totalement dénudés et la jupe plissée s'arrête au-dessus du genou. C'est ensuite le patinage artistique, aux Jeux olympiques d'hiver de 1928 à Saint-Moritz où la norvégienne Sonja Henie, la jeune diva du patinage artistique, se présente pour la première fois en jupe courte, et fait sensation grâce à ses mouvements audacieux et libérés du port de la jupe longue.
Après la Seconde Guerre mondiale, l'actrice Marilyn Monroe, perpétuant son rôle d’icône « sexy et provocante », s'affiche en jupe courte bien au-dessus du genou.

### Années 1960

#### Lancement de la minijupe par Mary Quant

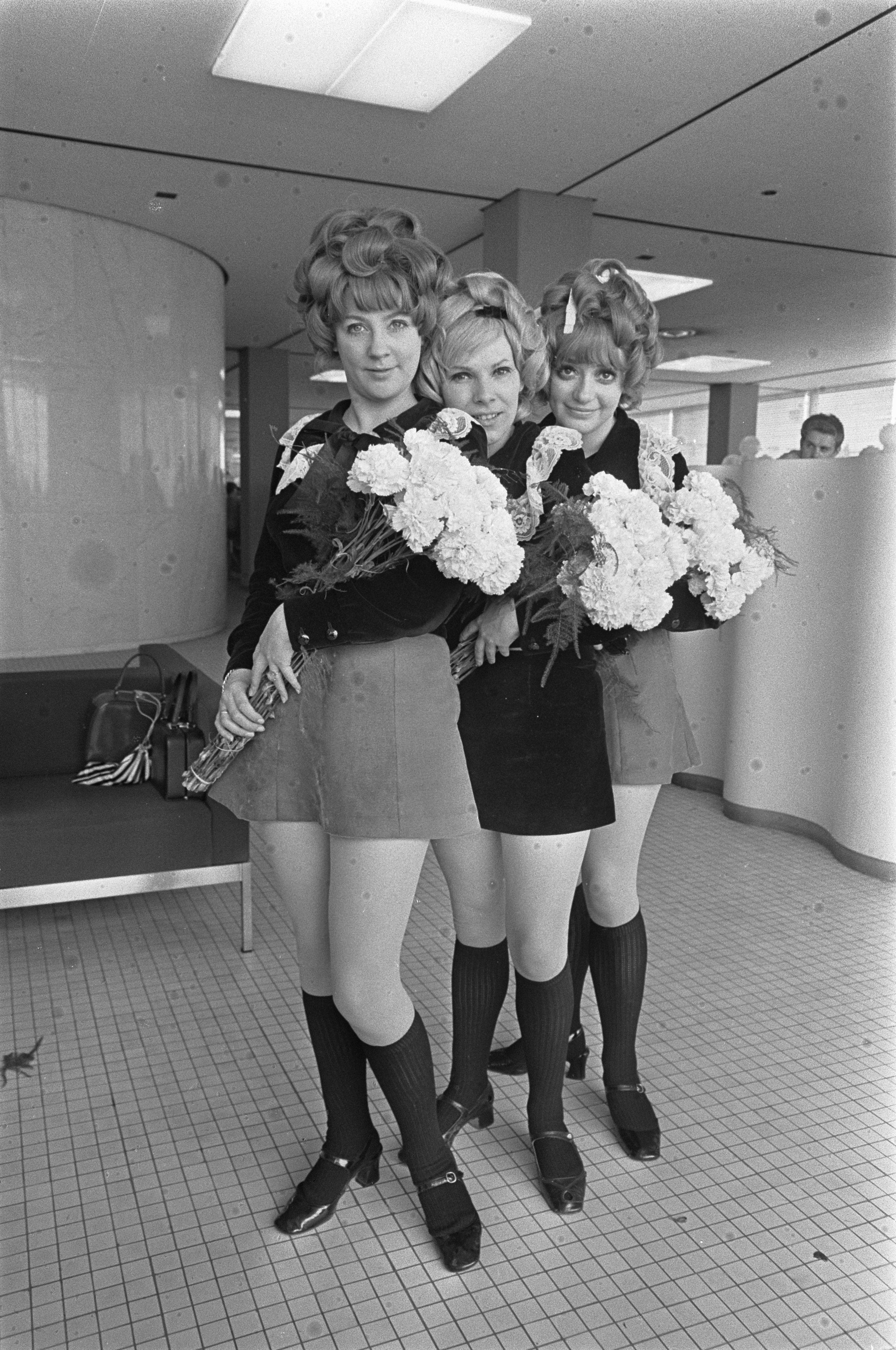
Mini jupes portées en 1968 aux Pays-Bas.

La première minijupe est commercialisée en 1962 dans une boutique appelée Bazaar sur King's Road dans le quartier de Chelsea à Londres. Mary Quant était alors une jeune styliste de mode, autodidacte, dont le design de style Pop répondait bien à l’éclectisme des baby boomers du Royaume-Uni en matière de look (culture des Mods). Mary Quant avoue que la première jupe rase-pets qu'elle a confectionnée (plus connue sous le nom de « mini » venant de la voiture éponyme) lui était destinée. Elle précise également avoir « imaginé la mini-jupe pour les femmes qui doivent courir derrière un bus ». Puis elle a commencé à habiller ses amies qui trouvaient amusant et provocant de montrer leurs jambes. Elle prétend que son idée s'inspire des courtes robes de plage qu'elle a vues à Saint-Tropez : la rumeur veut que la jeune styliste se soit procurée sa première minijupe à la boutique des Arts de Saint-Tropez avant d'en lancer la vogue en Grande-Bretagne.
En 1965, Mary Quant met la minijupe dans sa collection, le succès est immédiat auprès des jeunes, d'abord comme symbole du Swinging London, très vite ensuite en Europe puis dans tout le monde occidental, grâce entre autres à Jean Shrimpton : si la minijupe nait à Londres dans la boutique de Quant, c'est la photo — scandaleuse à l'époque mais mondialement répandue — de Jean Shrimpton à la Melboune Cup en Australie qui va réellement la populariser. Aux États-Unis, Edie Sedgwick se fait remarquer à New York avec cette tenue. Certains pays comme les Pays-Bas feront interdire la minijupe, la trouvant alors beaucoup trop provocante.
Le styliste Jacques Delahaye avait essayé de lancer la minijupe dès 1963 en France, mais il était encore trop tôt et ce lancement ne connut aucun succès.
En janvier 1965, quatre ans après la fondation de sa maison de couture, le grand couturier français André Courrèges est le premier à se saisir du phénomène en faisant de la minijupe la pièce phare de sa collection printemps-été 1965, dans une version plus futuriste que sa cousine d’outre-Manche. Il présente plusieurs modèles haute couture de mini tenues, lui donnant ainsi ses lettres de noblesse,. Ses minijupes, contrairement à celles de Quant, cessent d'être droites et prennent des ailes sur les côtés pour porter le nom de jupes trapèze.

#### Succès de la minijupe

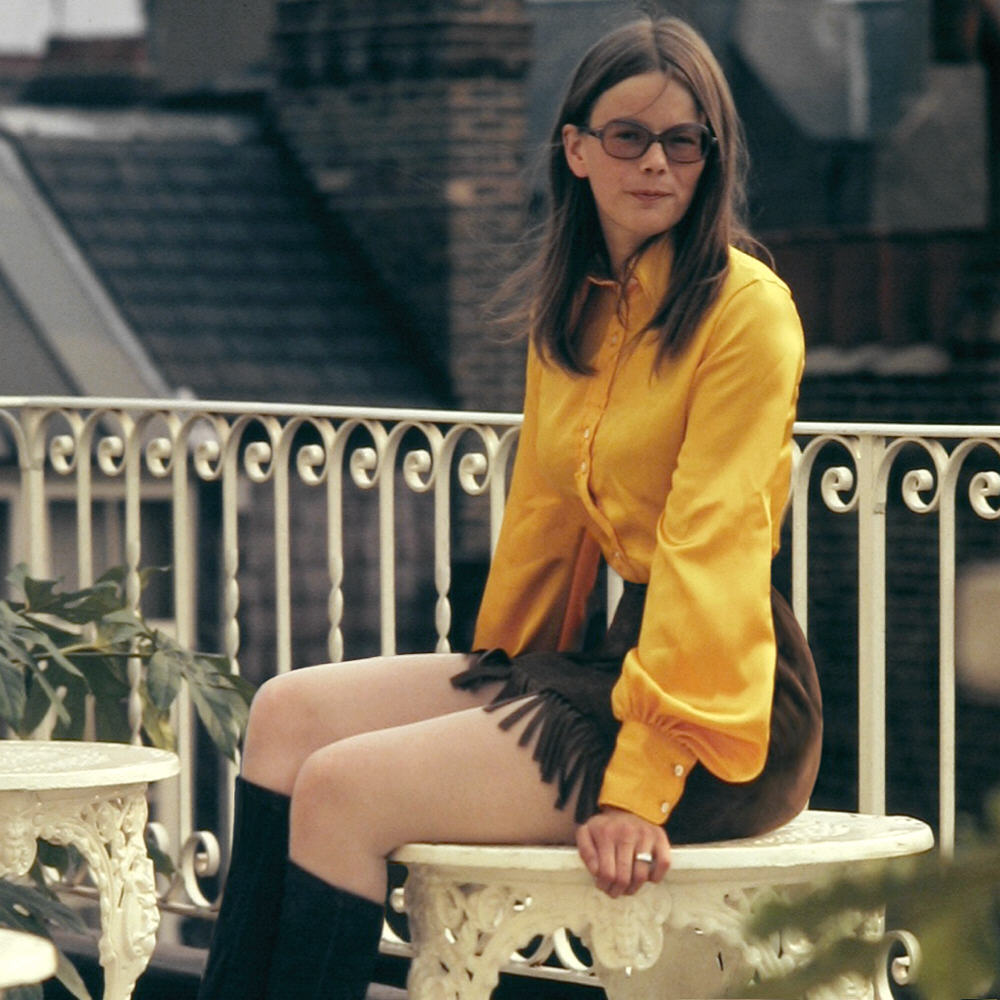
Mini jupe portée en 1971 à Londres.

Contrairement à André Courrèges, Mary Quant propose une ligne de vêtements plus populaire. À la fois bon marché, futuristes et pratiques, ses collections London look connaissent rapidement un grand succès ; la minijupe est l'élément phare de ces collections. Très vite, Mary Quant lui associe des bottes à laçage croisé pour la femme sexuellement libérée. Parallèlement, la naissance des modèles de confection en série (le prêt-à-porter), sont destinés à habiller les femmes avec élégance et à prix modérés et permettent le développement de la minijupe. Les adolescentes s'approprient ainsi ces minijupes aux couleurs hardies et claires, devenues un véritable symbole[réf. à confirmer] de revendication féministe dans un contexte de prospérité économique qui favorise la transgression des normes sociales mais aussi de révolution sexuelle. La minijupe devient alors l'un des porte-parole de l'évolution des mœurs pour les jeunes femmes (telle la journaliste Cathy McGowan (en) qui présente l'émission Ready Steady Go! en tenue très courte) et fait scandale dans certains milieux conservateurs. Déjà en 1964, Noële Noblecourt, présentatrice de l'émission de télévision Télé Dimanche avait été officiellement licenciée de l'ORTF pour avoir montré ses genoux à l'écran, mais interviewée par Vincent Perrot une trentaine d'années après, elle affirme avoir été renvoyée pour avoir refusé les avances de Raymond Marcillac, directeur de l'information de TF1,.
Pendant des années, la minijupe reste interdite dans la plupart des lycées. Coco Chanel s'oppose violemment à l'arrivée de la minijupe. Quant au ministre de l'Éducation nationale, Christian Fouchet, il la juge « déplacée dans les lycées »,. Cela n'empêche pas de nombreuses personnalités, telles Sylvie Vartan, Twiggy, Françoise Hardy, Catherine Deneuve ou Brigitte Bardot de s'habiller en minijupe, tandis que les Américaines Joan Baez ou Janis Joplin par exemple, encore plus anticonformistes osaient le jeans. Mary Quant avoue avec élégance : « Ni moi, ni Courrèges n'avons eu l'idée de la minijupe. C'est la rue qui l'a inventée ». En effet, « pour la première fois, la mode vient de la rue, de King's Road et de Carnaby Street : minijupe, imperméable court en vinyle, pull moulant, rouge à lèvres pâle et faux cils ». D'autres stylistes britanniques, tels John Bates (en) ou Barbara Hulanicki (de la boutique londonienne Biba), suivent la tendance instaurée par Mary Quant.
Dans la continuité de la mini, à partir de 1965, le raccourcissement des jupes prend véritablement la dimension d'un phénomène de mode qui ne va cesser de croître dans les années suivantes jusqu'à l'émergence d'une « mode mini » voyant les jupes mais aussi les robes raccourcir. L'importance de ce phénomène entraîne la vogue du mot « mini » lui-même, mot dont le chanteur Jacques Dutronc fera un « tube » en 1966 : Mini, Mini, Mini. Pas moins de 200 000 minijupes sont vendues en France en 1966. À la fin des années 1960 en France, « l’émancipation lycéenne (…) passe par les cheveux longs pour les garçons et la minijupe pour les filles ».
En 1969, le photographe de mode Berry Berenson photographie sa sœur, Marisa Berenson, mannequin et future actrice, dans une rue passante, vêtue d'une minijupe d'Yves Saint Laurent. Cette image devient le symbole graphique de l'esprit de liberté omniprésent dans la mode des années 1960. Fin 1969, Roland Barthes écrit dans le magazine Marie Claire : « Ce n'est pas un raccourcissement mais une construction parfaite ».

##### Au Québec
Au Québec, durant les années 1960, quelques garçons ont tenté de lancer la mode des minijupes masculines, à l’aval de la mode alors naissante des pantalons pour femmes. Les principaux représentants de ce courant éphémère appartenaient principalement à la scène musicale québécoise. Notamment, les membres du groupe César et les Romains qui portaient une sorte de minijupe romaine, ou encore Georges Marchand, le batteur du groupe québécois Les Sinners qui portait parfois une minijupe pour filles. Les paroles du succès radiophonique Un Garçon en mini-jupe lancé en 1967 par l'auteure-compositrice-interprète québécoise Caroline Vallée, dite Karo, illustrent bien l'esprit de l'époque, qui rejette cette tendance nouvelle : 

« Je l'ai vu, qu'est-ce que c'est, c'est inconnu, un garçon en minijupe, oui un gars en minijupe ! C'était foudroyant, ah oui c'était criant, […] son bel habit, modernisé. C'est fou, c'est incroyable, c'est le bout, c'est pitoyable ! »

La mode des minijupes pour homme reste encore marginalisée au XXIe siècle.

#### Phénomène de mode: bottes et minijupe

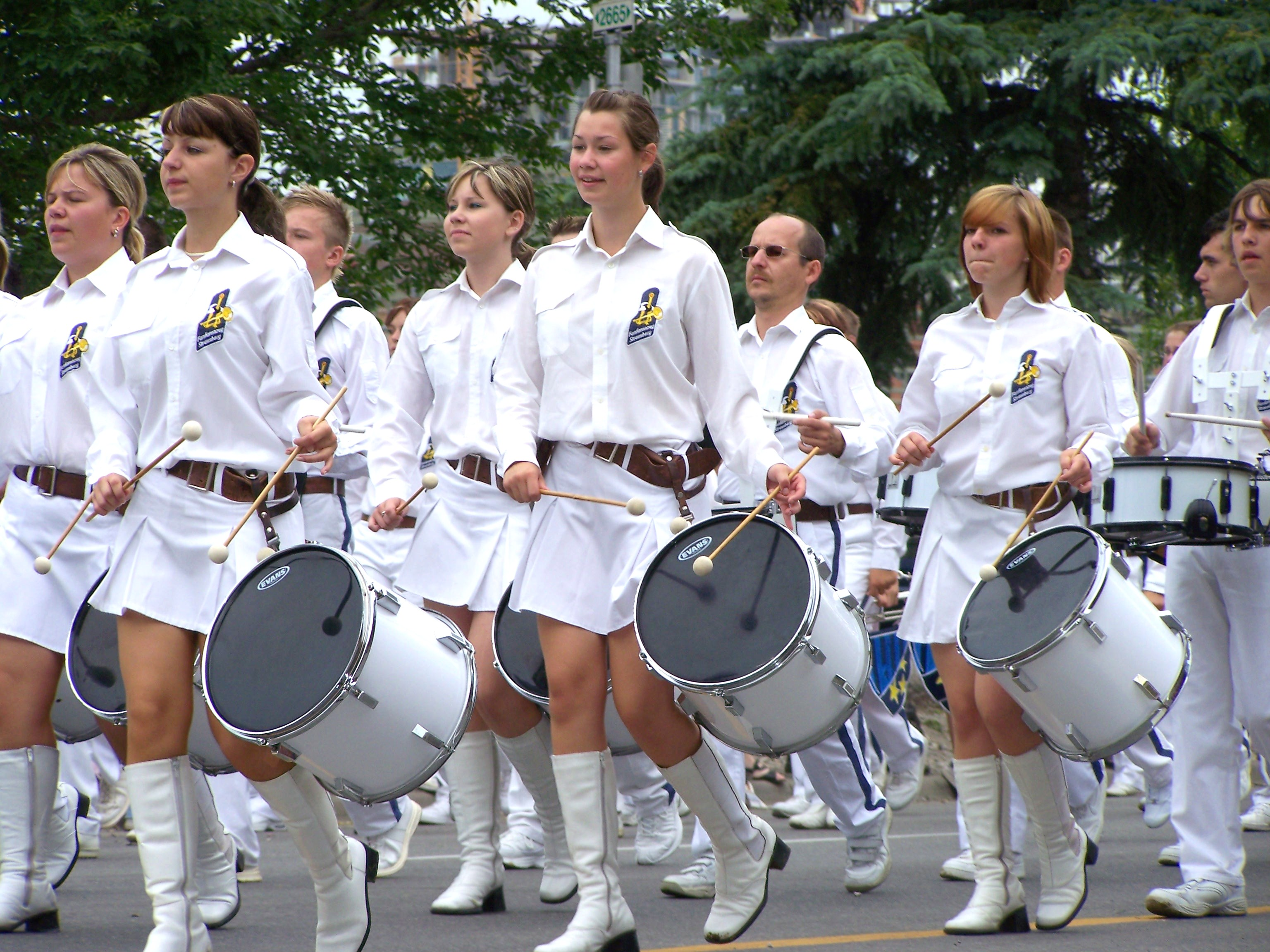
La fanfare allemande « Fanfarenzug-Strausberg ».

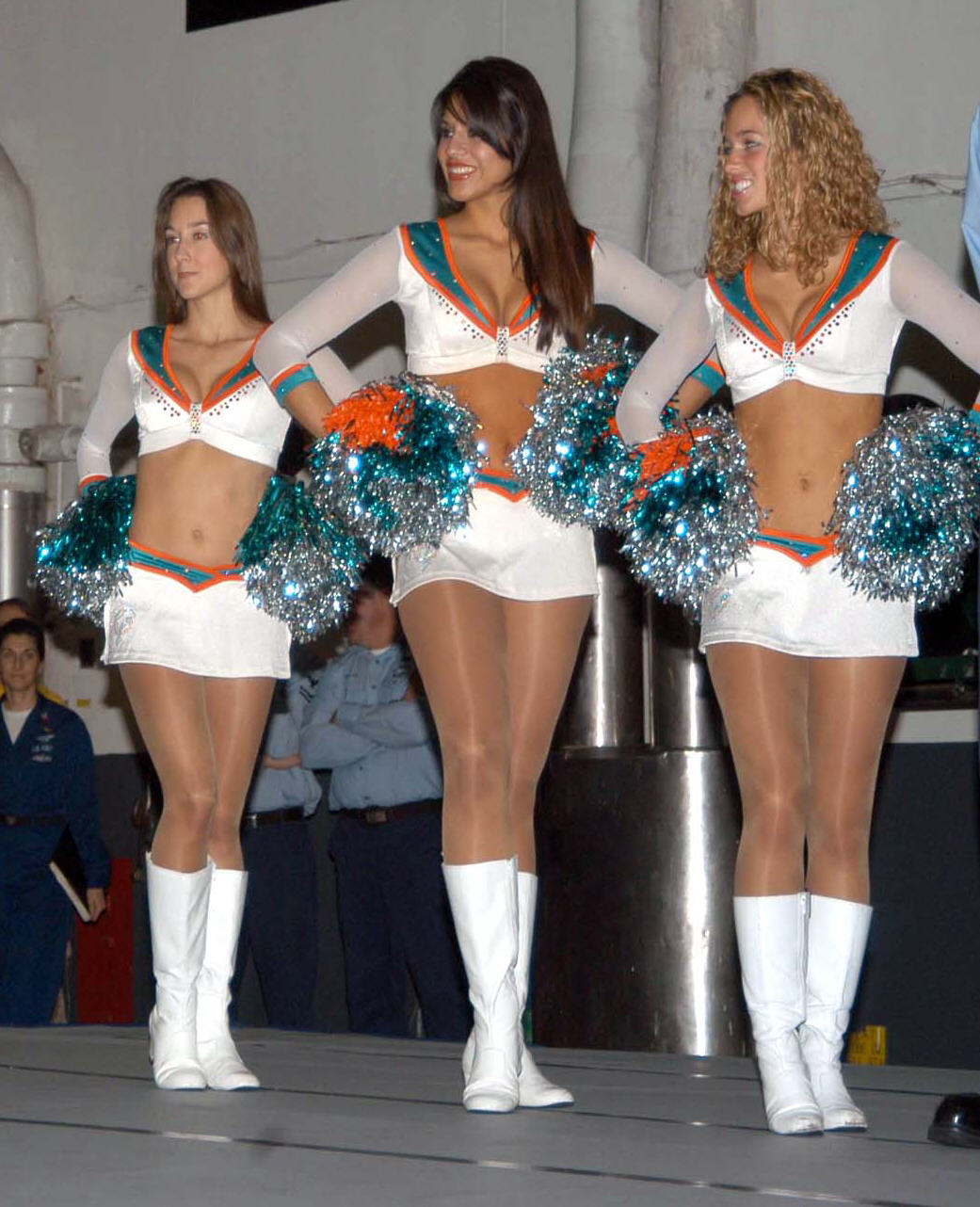
Des pom-pom girls des Dolphins de Miami.

Le 8 octobre 1968, Sheila participe à l'émission télévisée Si ça vous chante de Guy Lux ; elle y chante sa chanson La vamp en mini-jupe et cuissardes. La minijupe devient populaire, elle se porte avec des bottes mais aussi à l'opposé avec des Mary Jane, qui deviennent bientôt à la mode été comme hiver. Brigitte Bardot et Claudia Cardinale font souvent la une des journaux, vêtues d'une minijupe, de bottes et d'un col roulé, ce qui fait dire à Harriet Worsley : 

« En 1968, la minijupe, les bottes et le col roulé sont l'uniforme décontracté pour le jour. »

— Harriet Worsley
Dès les années 1970, le port de la minijupe associé à celui des bottes cavalières est fréquent dans les tenues d'uniforme, de majorettes par exemple.

#### L'essor des collants
La démocratisation de la jupe courte favorise en outre l’essor des collants qui viennent remplacer les bas, et se portent généralement de couleur. Ceux-ci se sont démocratisés depuis la fin des années 1950 par leur baisse de prix et l'essor des matières synthétiques. De plus, les jeunes, vecteurs de mode dans les années 1960, rejettent presque systématiquement les principes vestimentaires de leurs ainés. La généralisation des collants, assure un nouveau confort, au grand dam des amateurs de porte-jarretelles qui disparaissent, le collant étant considéré « plus décent que le bas ». 

« Qui dit minijupe, dit collant assorti pour l'accompagner. »

Le succès de la minijupe fait exploser le marché des collants, si confortables et pratiques que les femmes ne les ont pas abandonnés depuis. L’idée du collant, qui jusqu’alors était exclusivement porté par les danseuses est reprise par les industriels et commercialisée sous le nom de Mitoufle.

En 1999, l'historien français Vincent Duclert écrit : 

« Le slip panty, par sa simplicité, illustre les dessous d'une nouvelle génération qui trouve dans la minijupe et les collants, particulièrement ceux, multicolores, de Dim, l'expression de cette liberté accomplie. Le porte-jarretelles, assimilé à des mœurs révolues, disparaît de cet univers de « non-lingerie », mais réapparaît vingt ans plus tard lorsque la lingerie féminine se voit à nouveau affecter une fonction érotique. »

### Depuis les années 1970

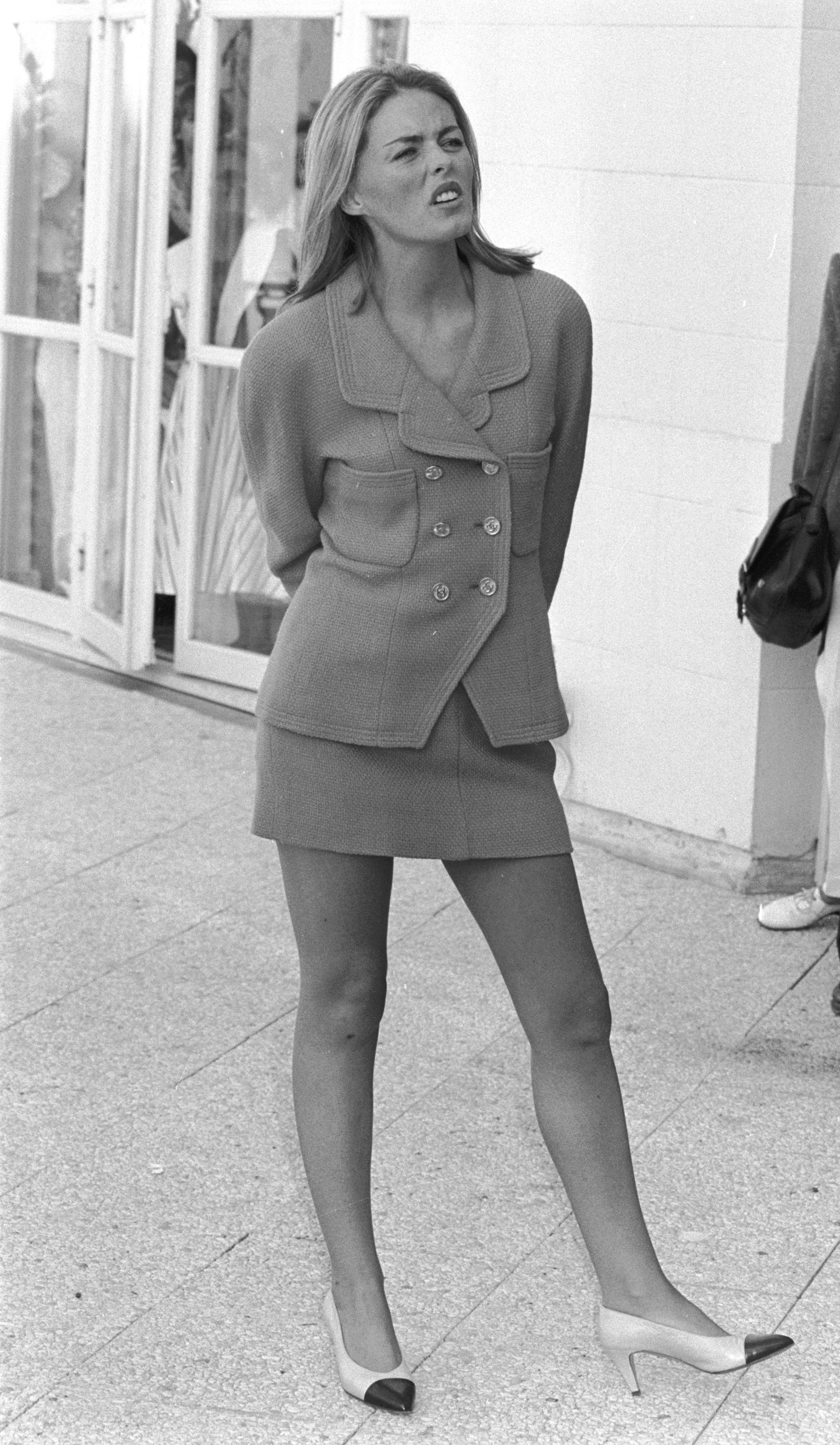
Mini jupe portée en 1991 par Patsy Kensit au festival du cinéma américain de Deauville.

Auréolée du prestige de la haute couture, la minijupe cesse de choquer. Au fil du temps, la minijupe se modernise, se diversifie et « se propage à la vitesse des mass médias ». Dans sa collection 1970, Louis Féraud propose une minijupe évasée, portée avec des cuissardes de skai noir. Mais son succès va s'amenuiser pour laisser la place aux pantalons pattes d'éléphant (déjà présents dans les années 1960 ceux-ci sont portés par les groupes hippies la décennie suivante), les shorts dits Hot Pants également dus à Mary Quant, puis les blue-jeans.
Le 1er août 1970, le magazine Paris Match titre en couverture « La minijupe est morte ». Bien qu'étant moins à la mode dans les années 1980, les personnalités people ont continué à faire la une des magazines, vêtues de minijupes telle Stéphanie de Monaco, voire en minijupe et cuissardes telle Cindy Crawford. Mais le déclin de la minijupe date déjà de 1967 et la sortie du film Bonnie et Clyde. Faye Dunaway impose alors massivement et internationalement son style, fait d'une jupe plus longue.
Évasée, écossaise ou plissée, c'est sous d'autres formes qu'elle réapparait sur les podiums des défilés de mode au début des années 2000. Elle est ainsi toujours plus sexy et aguichante. La minijupe évolue cependant en gardant toujours le même esprit de séduction et de liberté pour les femmes. C'est le cas notamment des minijupes en cuir, en particulier pour les personnes attirées par le fétichisme du cuir ainsi que des minijupes stretch d'Azzedine Alaïa ou Hervé Léger.

## La minijupe dans les années 2000
La minijupe est portée par des femmes de tous âges et en toutes saisons, pour des occasions courantes (école, travail, loisirs, etc.) ou plus formelles (mariage, rendez-vous d'affaires, etc.). Dans ces derniers cas, elle est parfois portée avec une veste assortie (tailleur minijupe).
Le port de la minijupe s'est développé en hiver avec le développement des collants épais, voire des leggings de couleur de préférence car il n'« y a pas plus fashion »[réf. nécessaire]. La minijupe adore le maxi : la minijupe en jean se marie à merveille avec le pull oversize col V et des bottes de biker, la minijupe peut aussi se mettre avec un pull près du corps et des bottes cavalières, ou encore, avec des collants de laine, une botte plate, une veste structurée égayée par un foulard.

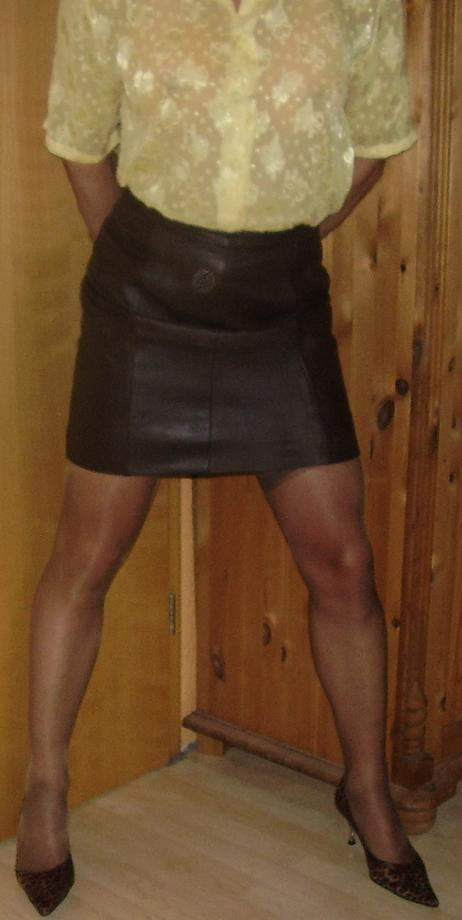
Minijupe de forme classique.
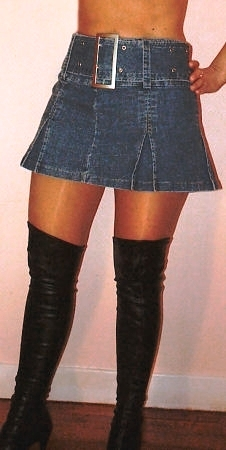
Minijupe de forme évasée.
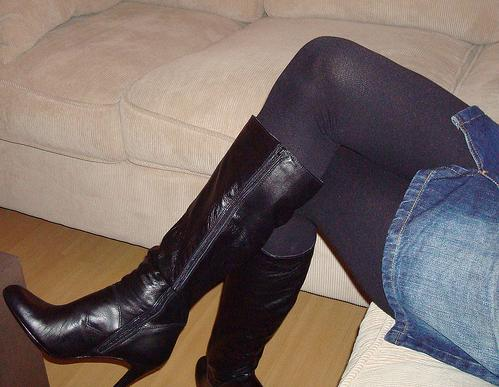
Minijupe et collants opaques
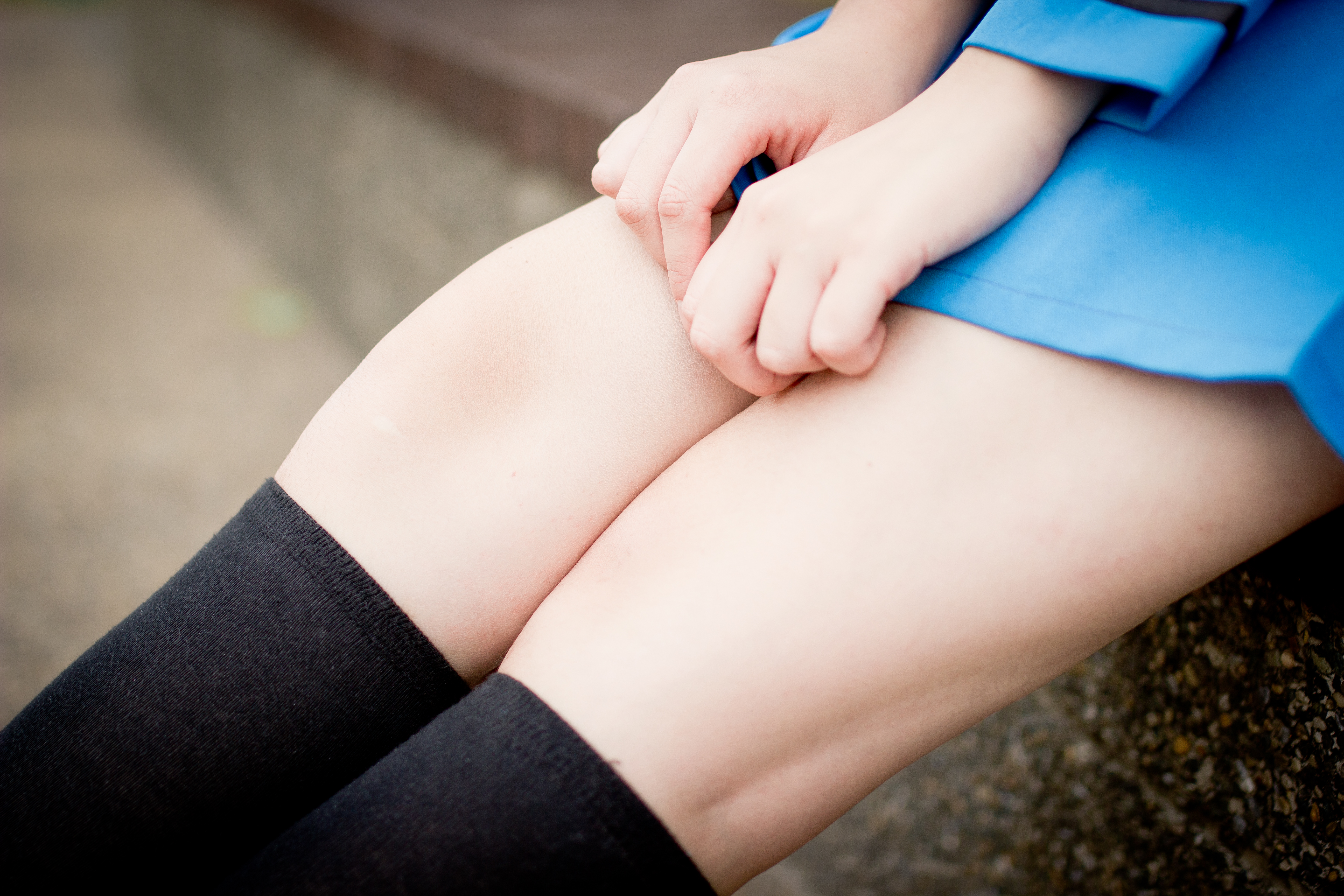
Minijuppe et chaussettes hautes

## La jupette

### Dans le sport

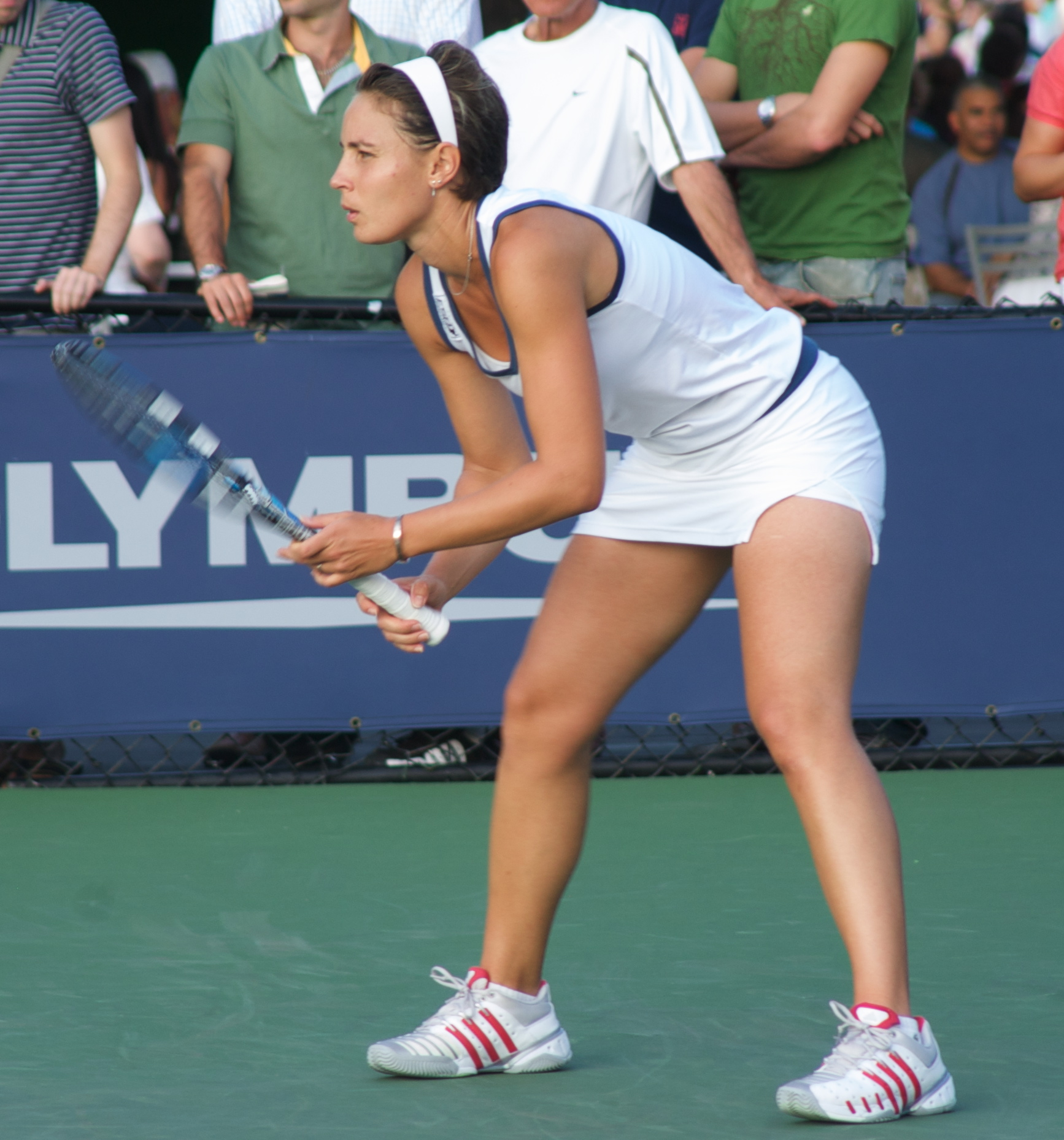
La joueuse de tennis Séverine Beltrame en jupette blanche.

Depuis de nombreuses années, le port de la robe ou de la jupette, de couleur blanche, était réglementaire dans les tournois de sports de raquettes (tennis, tennis de table, badminton). Le port du short, et de vêtements de couleur sont maintenant généralement autorisés. C'est le cas notamment au sein du règlement issu de la fédération française du tennis de table.
Lors du tournoi de Wimbledon en 2007, la Française Tatiana Golovin s'est présentée sur le court vêtue d'un shorty rouge sous une robe blanche très courte. Les organisateurs ont longtemps délibéré sur la longueur de son vêtement du fait que le règlement du tournoi impose un caractère « majoritairement blanc » de la tenue. L'année suivante au tournoi de Wimbledon, la Russe Maria Sharapova a innové en remplaçant la traditionnelle jupette blanche par un short blanc.
Le 16 septembre 2008, les joueuses du club de deuxième division néerlandais du FC de Rakt ont fait sensation en se présentant dans le stade de football, non pas en short, mais en jupette blanche de tennis. La capitaine Rinske Temming déclare alors : « Nous trouvons les jupes beaucoup plus élégantes que le traditionnel short. Et par-dessus tout, elles sont plus pratiques. »

### Dans la danse

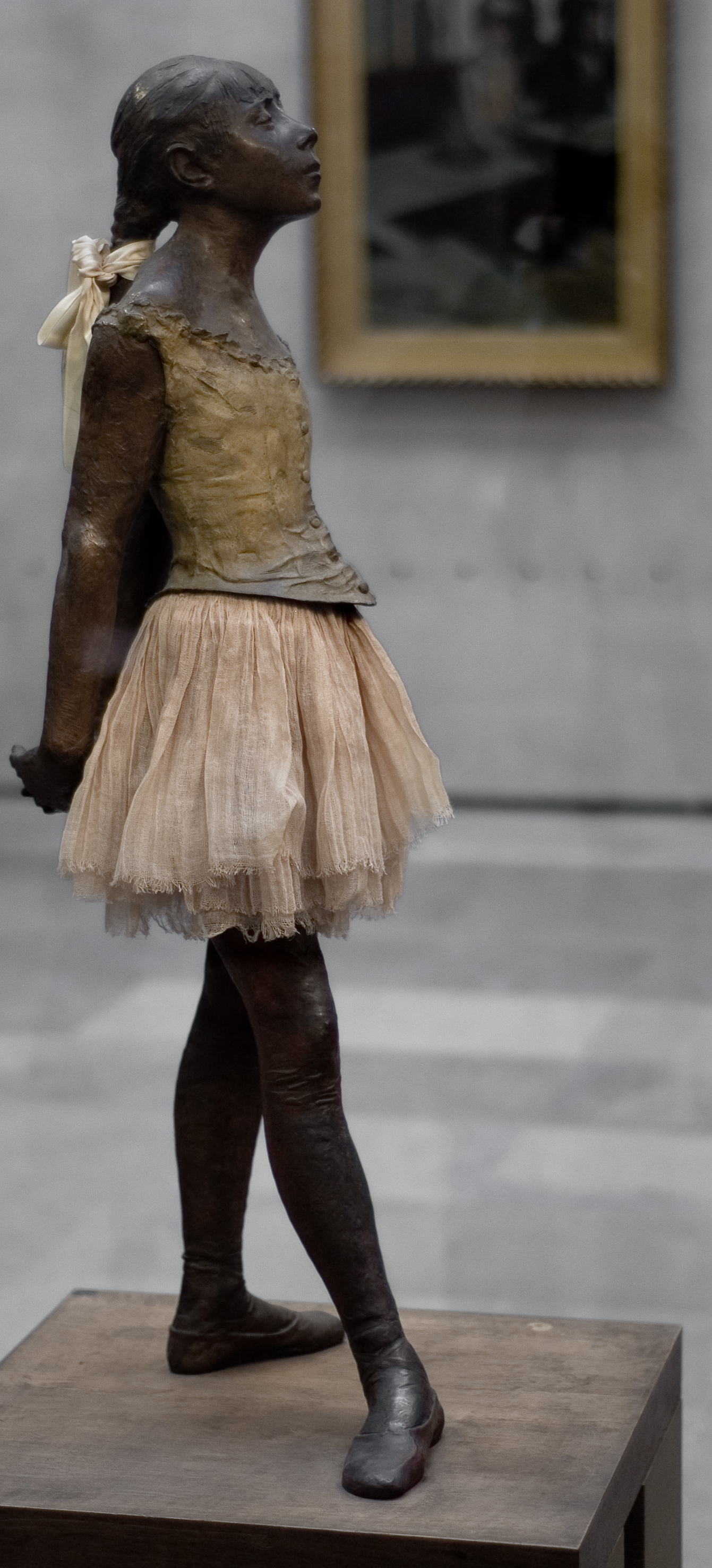
La Petite Danseuse de quatorze ans, sculpture d'Edgar Degas (c. 1875).

Si la jupette est généralement considérée comme « déshabillant » la femme, elle constitue un élément vestimentaire qui « habille » la danseuse classique dans la seconde moitié du XXe siècle.
Elle ajoute un habillage et une marque de féminité à la stricte tenue tunique-collant utilisée en classe comme sur scène, sans rejoindre pour autant les costumes de scène traditionnels constitués par le tutu court, à la française ou long.

## Un symbole

### Naissance d'un symbole
Les années 1960 sont, en Europe, des années de contestation et de nouvelle relance économique. La culture et la mode des jeunes baby boomers se sont développées plus que jamais auparavant. C'est une période de changement des statuts sociaux et de remise en question dans de nombreux domaines. Plusieurs mouvements de jeunes tels que les Mods (abréviation des Moderns) apparus au début des années 1960 s'expriment dans les rues aussi bien avec la musique ou la peinture qu'avec leurs tenues vestimentaires. La minijupe est alors un symbole qui tourne le dos à la mode sage et guindée des années 1950. Certains y voient le signe que la société commence alors son évolution vers son désir d'égalité des sexes.
Le mannequin Twiggy personnifie cette époque et défile en minijupe pour Mary Quant. Son corps d'adolescente à la silhouette filiforme, la raie sur le côté à la garçonne et son jeune âge firent de Londres un haut-lieu de la mode. Sa visite au Japon en 1967 y aura pour conséquence un engouement pour la minijupe.
« Dans les années 1960, porter la minijupe était un signe radical de résistance face aux adultes » explique le sémiologue de la mode Alberto Cantoni. Toutefois, le spécialiste prévient que « si aujourd'hui on la trouve dans tous les placards des femmes et qu'elle a pris une connotation de séduction douce, elle n'est pas innocente pour autant ». Plus de 50 ans après les débats lancés par Mary Quant, la minijupe est toutefois devenue un « basique de la mode », porté à la fois par des jeunes mais aussi par des femmes telles que l'actrice Sophia Bush, l'actrice et chanteuse américaine Lindsay Lohan « grande adepte de la minijupe » ou encore la femme politique américaine Sarah Palin, qui portait une minijupe d'à peine 30 cm de hauteur, lors de son discours du 11 septembre 2008.
Au XXIe siècle, le port de la minijupe continue à être revendiqué par les féministes malgré les difficultés : « se promener en minijupe expose à toutes sortes de désagréments, sifflets, commentaires lourdingues, insultes, voire attouchements… Toutes sortes de violences, symboliques, verbales ou physiques contre lesquelles Ni putes ni soumises se bat, aidée en cela par Canal+, qui a ouvert, le 1er février 2005, ses programmes à l'association ».

### Un symbole menacé
Au fil des années, le port de la minijupe s'est développé à travers le monde. La minijupe reste cependant un vêtement sexy qui attire généralement les regards. Outre le symbole véhiculé, la minijupe présente des avantages et des inconvénients pour la femme qui la porte. Le principal avantage réside dans le fait que la minijupe, puisque s'arrêtant à mi-cuisses, offre une liberté de mouvement supérieure à une jupe plus longue enserrant davantage les jambes. Le principal inconvénient réside également dans sa longueur : d'une part, une femme en minijupe droite doit savoir croiser les jambes en s'asseyant, au risque de se retrouver dans une posture impudique comme cela est arrivé lors d'une émission de télévision à Cameron Diaz où sa jupe est remontée jusqu'en haut des cuisses ; à l'inverse, la présentatrice d'une émission portant une minijupe, pourra prendre une posture pour séduire le téléspectateur, en croisant et recroisant ses jambes. Pierre Bourdieu explique que « les femmes savent sans le savoir que, en adoptant telle ou telle tenue, tel ou tel vêtement, elles s'exposent à être perçues de telle ou telle façon ».
En 2001, le règlement intérieur de l'entreprise Airbus interdisait le port de la minijupe. Durant l'été 2006, une jeune Pakistanaise de 21 ans qui habitait en Italie a été égorgée par son père qui voulait la punir de s'habiller en minijupe. Le 17 janvier 2007, le premier président de la Cour de cassation en France lance une réflexion pour savoir s'il faut proscrire le port de la minijupe par les magistrates. Le 8 mai 2007, le député polonais Artur Zawisza dépose une proposition de loi « visant à réprimer les tentations sexuelles, incluant en cela le port de la minijupe, les décolletés généreux, les chemisiers transparents ou les maquillages insistants »[source insuffisante]. Le 4 mars 2008, plusieurs centaines de personnes défilent en Afrique du Sud, dans le centre de Johannesbourg, pour défendre le droit des femmes à porter des minijupes sans être victime de commentaires désobligeants ou de gestes déplacés. Le 17 septembre 2008, Nasba Buturo, ministre ougandais de l’éthique et de l’intégrité, déclare que les minijupes devaient être interdites, arguant que ce vêtement distrairait les conducteurs et serait la cause de nombreux accidents.

En 2012, l'intégrisme musulman s'empare du sujet : 

« Le 29 mars 2012, Suryadharma Ali, ministre des affaires religieuses de l'Indonésie, plus grand pays musulman du monde, compare le port de la minijupe à de la pornographie. Début mars, le parlement avait déjà annoncé un projet visant à interdire aux députées de porter des vêtements considérés comme provocants tels que des minijupes. »

## La microjupe

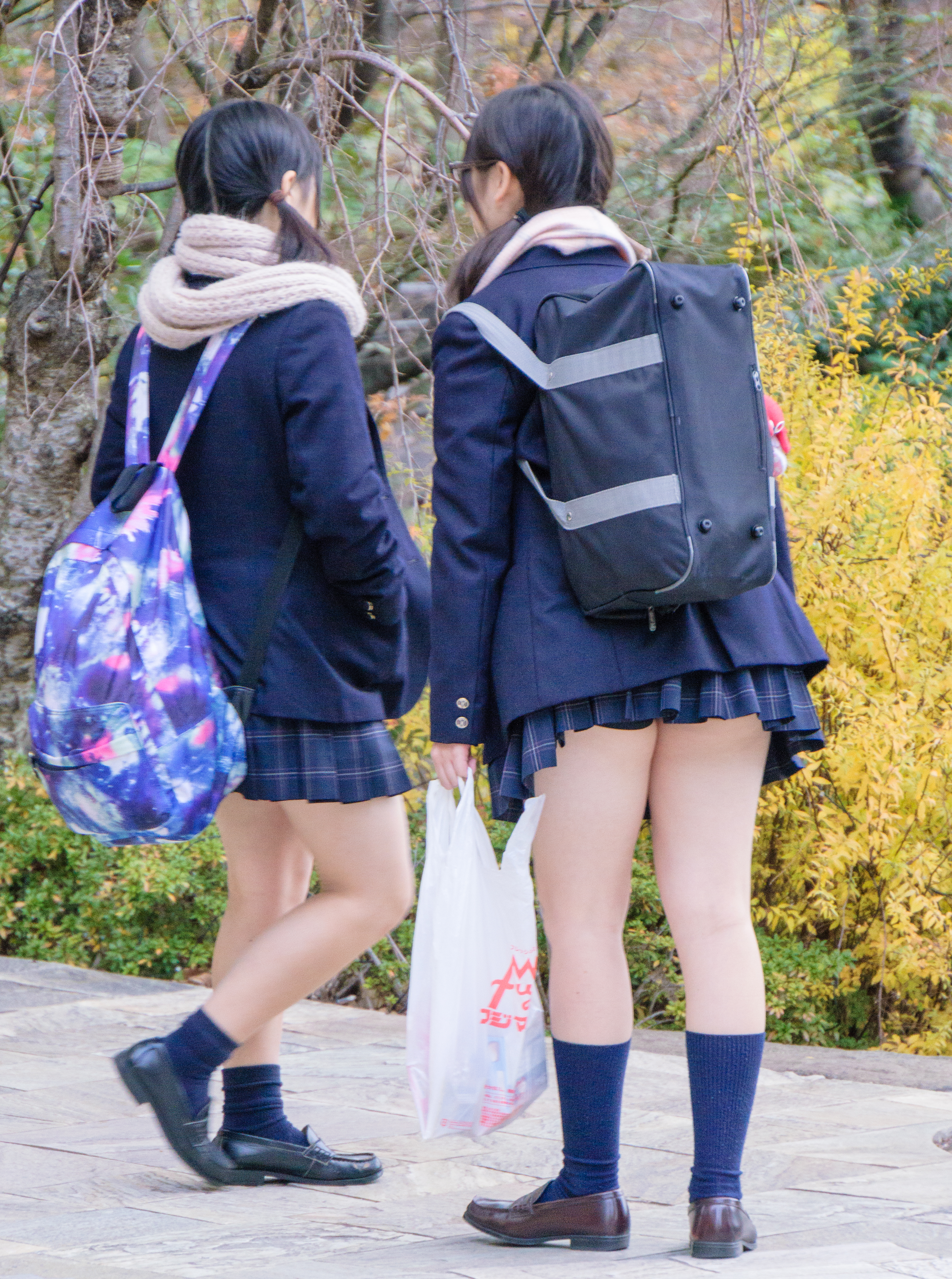
Filles adeptes du kogaru au Japon.

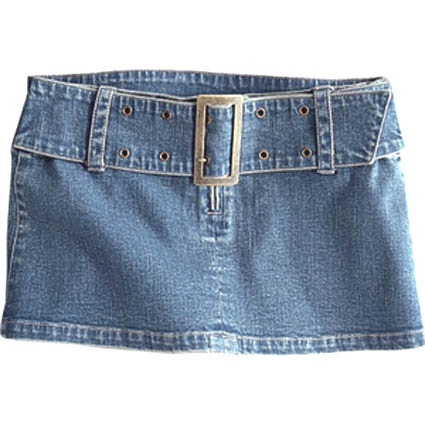
Microjupe en jean.

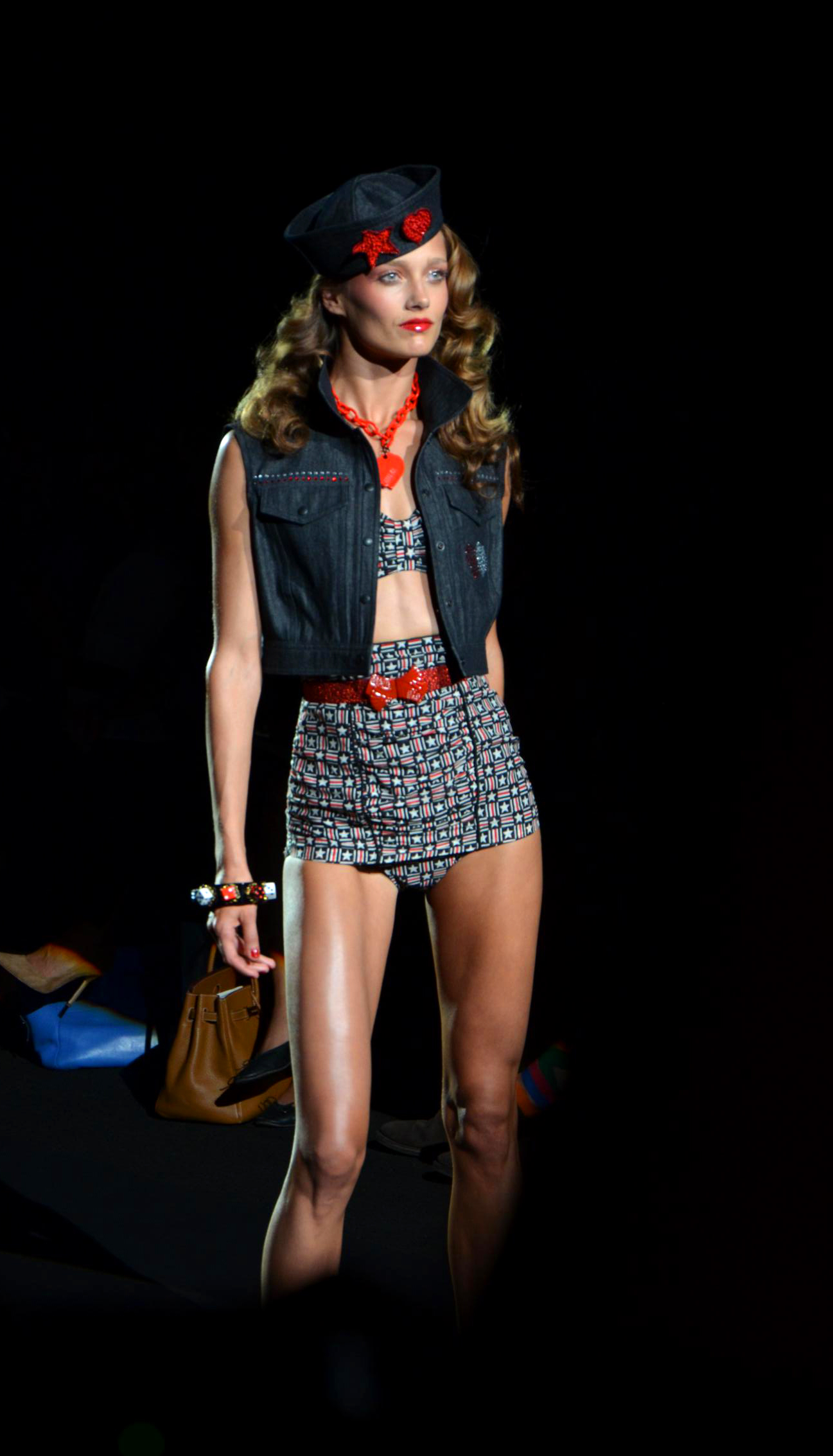
Karmen Pedaru défilant pour Anna Sui en microjupe (2011).

La microjupe est une minijupe très courte n'excédant pas 20 cm de long, et ne couvrant que les parties intimes de la femme. La microjupe est souvent portée par les chanteuses lors de leurs spectacles, telles Fergie ou Micky Green.
Lorsqu'elle présenta sa collection printemps-été 2008, la styliste Isabel Marant fit sensation en proposant la « microjupe taille haute ». Pour accroître cette sensation, la microjupe est en général portée avec un string, un collant seul sans démarcation ou sans aucune lingerie de manière à pouvoir laisser deviner le bas des fesses.
La microjupe devient fréquente dans les défilés dans les années 2000, notamment après la déclaration de Tom Ford, le styliste américain de Gucci, relative à son engouement pour la microjupe dans la collection printemps/été 2003 en plein courant « porno chic », ainsi que dans nombre d'autres collections comme l'ensemble tailleur composé d'une microjupe et veste de la collection Versace. La microjupe est souvent portée seule, mais peut être portée le reste de l'année par-dessus un pantalon ou bien avec des leggings, comme le montre la mode de la fin des années 2000, telle l'actrice américaine Gwyneth Paltrow.
Elles sont populaires au Japon où elles peuvent faire partie de l'uniforme des écolières d'été (tradition des Koromogae), portées par les kogaru et chez les jeunes filles qui pratiquent le panchira. Elles sont arrivées en Europe au début des années 2000.

## Minijupes et humour
« De nos jours, étant donné que les minijupes se font de plus en plus courtes et les décolletés de plus en plus plongeants, il n'y a plus qu'à attendre que les deux se rejoignent. »
Le mot minijupe est parfois utilisé comme qualificatif d'un discours, d'un exposé ou d'une présentation. On parle ainsi d'un « exposé minijupe ». Ceci en référence à l'analogie formulée par le préfet Jacques Gandouin : « Un discours doit être comme une minijupe, suffisamment long pour couvrir le sujet, mais suffisamment court pour retenir l'attention. »
Cette analogie a depuis été reprise par le gouvernement français, qui sur son site officiel énonce le « principe de la minijupe » destiné aux entreprises : « Il faut en montrer assez pour attirer l'attention du chaland mais pas trop pour cacher ce qui doit l'être. ».
Wilfrid Baumgartner, ministre de l'Économie et des Finances en 1960-1961, faisait un parallèle entre les statistiques et la minijupe : « Les unes et l'autre cachent l'essentiel mais elles peuvent tout de même donner des idées ! »

## Quelques minijupes au cinéma et la télévision

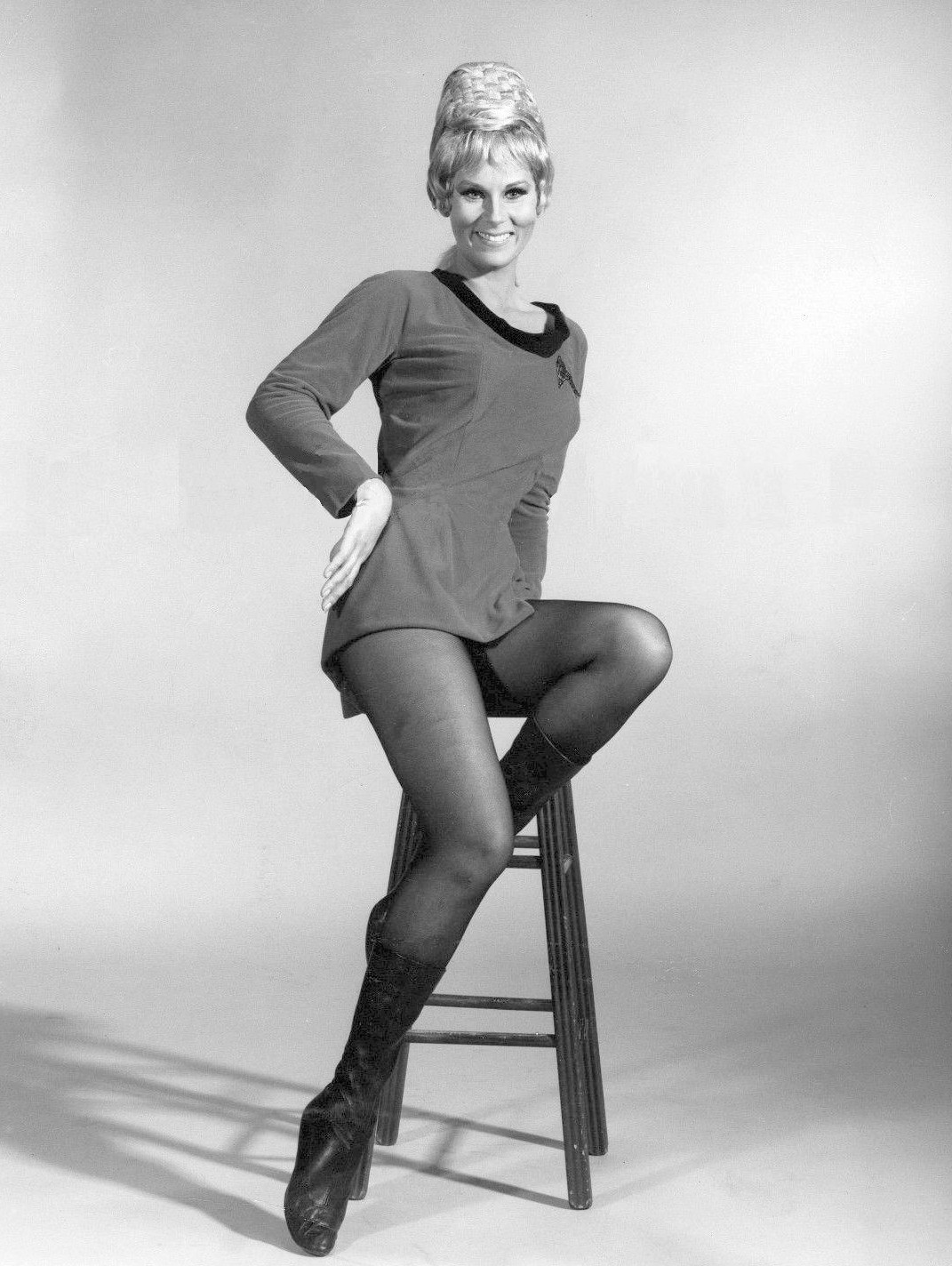
Janice Rand (interprétée par Grace Lee Whitney) dans Star Trek.

- Dans le film Billy le menteur de John Schlesinger, Julie Christie fit sensation, déboulant dans les rues de Londres, en 1963, donc avant que la minijupe ne soit popularisée[64].
- Dans la série Star Trek des années 1960, les officiers féminins portent toutes des collants et des minijupes très courtes[8].
- Dans le film A Snake of June de Shin'ya Tsukamoto, l'actrice Asuka Kurosawa (en) porte une microjupe sans culotte en dessous, de même que Sharon Stone en brillante psychopathe dans le film Basic Instinct.
- Dans le film Barbarella de Roger Vadim en 1968, Jane Fonda fit sensation en minijupe et bottes longues, habillée par Paco Rabanne[8]. Elle chanta These Boots Are Made for Walkin' minijupée et bottée, ce qui fit beaucoup pour rendre populaire la mode minijupe/bottes longues. Son influence sur la mode perdure encore aujourd'hui[65][source insuffisante]. Cette chanson, devenue un symbole de l'émancipation des femmes pendant les années 1960, fut au départ chantée par Nancy Sinatra en 1966, toujours minijupée et bottée.
- Dans le film Prête à tout, Nicole Kidman interprète le rôle d'une jeune femme qui s'habille de manière très sexy et porte presque toujours des tailleurs minijupe.
- Dans la comédie romantique Pretty Woman, Julia Roberts, qui joue le rôle d'une prostituée, apparait en minijupe moulante et cuissardes en vinyle[3].
- Dans le film La Journée de la jupe, le professeur joué par Isabelle Adjani, porte une minijupe pour montrer sa liberté et aller contre les conventions sociales du lycée de la cité où elle enseigne.